# Cerocala basialbissima
Cerocala basialbissima är en fjärilsart som beskrevs av Embrik Strand 1917. Cerocala basialbissima ingår i släktet Cerocala och familjen nattflyn. Inga underarter finns listade i Catalogue of Life.